# Josep Pujadas Domingo
Josep Pujadas Domingo (Barcelona, 6 d'abril de 1931) és un empresari, advocat i polític català, diputat en la Primera Legislatura del Congrés dels Diputats.

## Trajectòria
És llicenciat en dret i Diplomat en Direcció d'empreses per l'IESE de la Universitat de Navarra. Durant els darrers anys del franquisme ha treballat com a professor mercantil i instructor de la Comissió Nacional de Productivitat del Ministeri d'Indústria d'Espanya.
El 1964 participà en la fundació de la Jove Cambra Espanyola, de la que en fou nomenat president, i el 1971 fou nomenat vicepresident executiu de la Federació Mundial de Joves Cambres. Posteriorment ha estat secretari general del comitè espanyol de la Lliga Europea de Cooperació Econòmica i membre del consell assessor del Seminari Global de Salzburg.
Políticament durant la transició espanyola milità a Centristes de Catalunya-UCD, del que en fou secretari executiu per a les Relacions Sectorials. Fou candidat per Barcelona a les eleccions generals espanyoles de 1979, però no resultà escollit. Tanmateix, el març de 1980 substituí en el seu escó Anton Cañellas i Balcells, qui havia dimitit per presentar-se a les eleccions al Parlament de Catalunya de 1980. Fou president de la Comissió de Pressupostos i de la Comissió d'Economia i Comerç del Congrés dels Diputats.
Després de l'ensulsiada de la UCD va acompanyar Adolfo Suárez al Centro Democrático y Social (CDS), partit amb el qual fou el número 2 de la llista per la província de Barcelona a les eleccions generals espanyoles de 1982, però no fou escollit.

## Obres
- L'Exércit espanyol a la societat de l'any 2000 = El ejército español en la sociedad del año 2000 (1982) conferència pronunciada en català al Col·legi d'Advocats de Barcelona, el 7 de juny de 1982, i en castellà a la Joven Cámara de Madrid, el 22 de juny de 1982.[5]